# Избирательная акция Солидарность
Избирательная акция Солидарность (пол. Akcja Wyborcza Solidarność или AWS) — политическая коалиция Польши, объединявшая широкий спектр политических партий и общественных организаций правоцентристской и антикоммунистической направленности, по большей части христианских демократов и консерваторов.

## История
Инициатором создания коалиции выступил Мариан Кшаклевский — лидер профсоюза Солидарность. Он заключил соглашение с политическими партиями и с общественными организациями в июне 1996 года. Коалиция победила на парламентских выборах 1997 года, набрав 33,8 % голосов за своих кандидатов в сейм, и вместе с партией Уния Свободы создала коалиционное правительство. Решением президента Александра Квасьневского премьер-министром Польши был назначен депутат польского Сейма от Избирательной акции Солидарность — Ежи Бузек. 
Уния Свободы вышла из правительственной коалиции 6 июля 2000 года. 
На парламентских выборах 2001 года Избирательная акция Солидарность потерпела поражение, набрав 5,6 % голосов, и в Сейм не попала. После выборов с 2001 часть прежних политиков Избирательной акции Солидарность перешла в Гражданскую платформу, часть к Право и справедливость.

## Состав
Участниками Избирательной акции Солидарность были, в частности: 
- Солидарность (NSZZ «Solidarność»)
- Сельская Солидарность  (NSZZ RI «Solidarność»)
- Движение для Республики — Патриотический лагерь (RdR–OP, фракция Ромуальда Шереметьева)
- Движение сто (Ruch Stu)
- Институт имени Леха Валенсы (Instytut Lecha Wałęsy)
- Консервативно-народная партия (SKL)
- Консервативная коалиция (Koalicja Konserwatywna)
- Конфедерация независимой Польши (KPN) — до выборов в 1997 году
- Конфедерация независимой Польш — Патриотический лагерь (KPN–OP, фракция Адама Сломки)
- Лига страны (Liga Krajowa)
- Национальное правые (Prawica Narodowa)
- Независимый союз студентов (NZS)
- Общественное движение (Ruch Społeczny AWS)
- Партия польской демократии (Stronnictwo Demokracji Polskiej)
- Партия реальной политики (Stronnictwo Polityki Realnej)
- Партия христианских демократов (Partia Chrześcijańskich Demokratów)
- Польская кресовая партия (Polskie Stronnictwo Kresowe)
- Польская крестьянская партия — Крестьянские соглашение (PSL–PL, фракция Габриэля Яновского)
- Польская федерация ассоциации католических семей (Polska Federacja Stowarzyszeń Rodzin Katolickich)
- Польская экологическая партия — Зелёных (Polska Partia Ekologiczna – Zielonych)
- Польское объединение (Zjednoczenie Polskie)
- Польское соглашение (Porozumienie Polskie) — с 1999 года
- Польский западный союз (PZZ)
- Республиканская лига (Liga Republikańska)
- Соглашение центра (PC)
- Соглашение центра – Интегративная инициатива (PC–Inicjatywa Integracyjna, фракция Войцеха Добжиньского)
- Солидарные в выборах (Solidarni w Wyborach)
- Союз польских сибиряков (Związek Sybiraków)
- Христианская демократия — Партия труда (Chrześcijańska Demokracja – Stronnictwo Pracy)
- Христианско-национальное объединение (ZChN)